# Robert Rodriguez
Robert Rodriguez (* 20. června 1968, San Antonio, Texas, USA) je americký filmový režisér, producent, scenárista a hudební skladatel.

## Filmografie

### Režisér
- Bedhead (1991, krátký film)
- El Mariachi (1992)
- Rychlá kola (1994)
- Desperado (1995)
- Čtyři pokoje (1995)
- Od soumraku do úsvitu (1996)
- Fakulta (1998)
- Spy Kids: Špioni v akci (2001)
- Spy Kids 2: Ostrov Ztracených snů (2002)
- Spy Kids 3-D: Game Over (2003)
- Tenkrát v Mexiku (2003)
- Sin City – město hříchu (2005)
- Dobrodružství Žraločáka a Lávovky (2005)
- Planeta Teror (2007)
- Prckové (2009)
- Machete (2010)
- Spy Kids 4D: Stroj času (2011)
- The Black Mamba (2011, krátký film)
- Machete zabíjí (2013)
- Sin City: Ženská, pro kterou bych vraždil (2014)
- Alita: Bojový Anděl (2019)
- 100 Years (2115)

### Herec (výběr)
- Bullfighter (2000)
- Delayed (2002)
- Nice Guys (2006)
- Planeta Teror (2007)